# Scirpus congdonii
Scirpus congdonii là loài thực vật có hoa trong họ Cói. Loài này được Britton miêu tả khoa học đầu tiên năm 1918.